# Kanton Chaillé-les-Marais
Kanton Chaillé-les-Marais (fr. Canton de Chaillé-les-Marais) je francouzský kanton v departementu Vendée v regionu Pays de la Loire. Tvoří ho devět obcí.

## Obce kantonu
- Chaillé-les-Marais
- Champagné-les-Marais
- Le Gué-de-Velluire
- L'Île-d'Elle
- Moreilles
- Puyravault
- Sainte-Radégonde-des-Noyers
- La Taillée
- Vouillé-les-Marais